# Antoni Korzycki

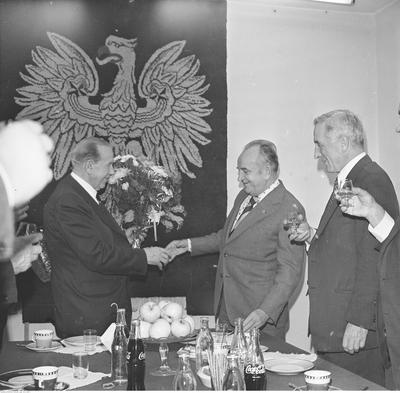
Jubileusz 75. urodzin Antoniego Korzyckiego w Naczelnym Komitecie Zjednoczonego Stronnictwa Ludowego w Warszawie, 8 listopada 1979. Stoją od lewej: Antoni Korzycki, Stanisław Gucwa, Zdzisław Tomal

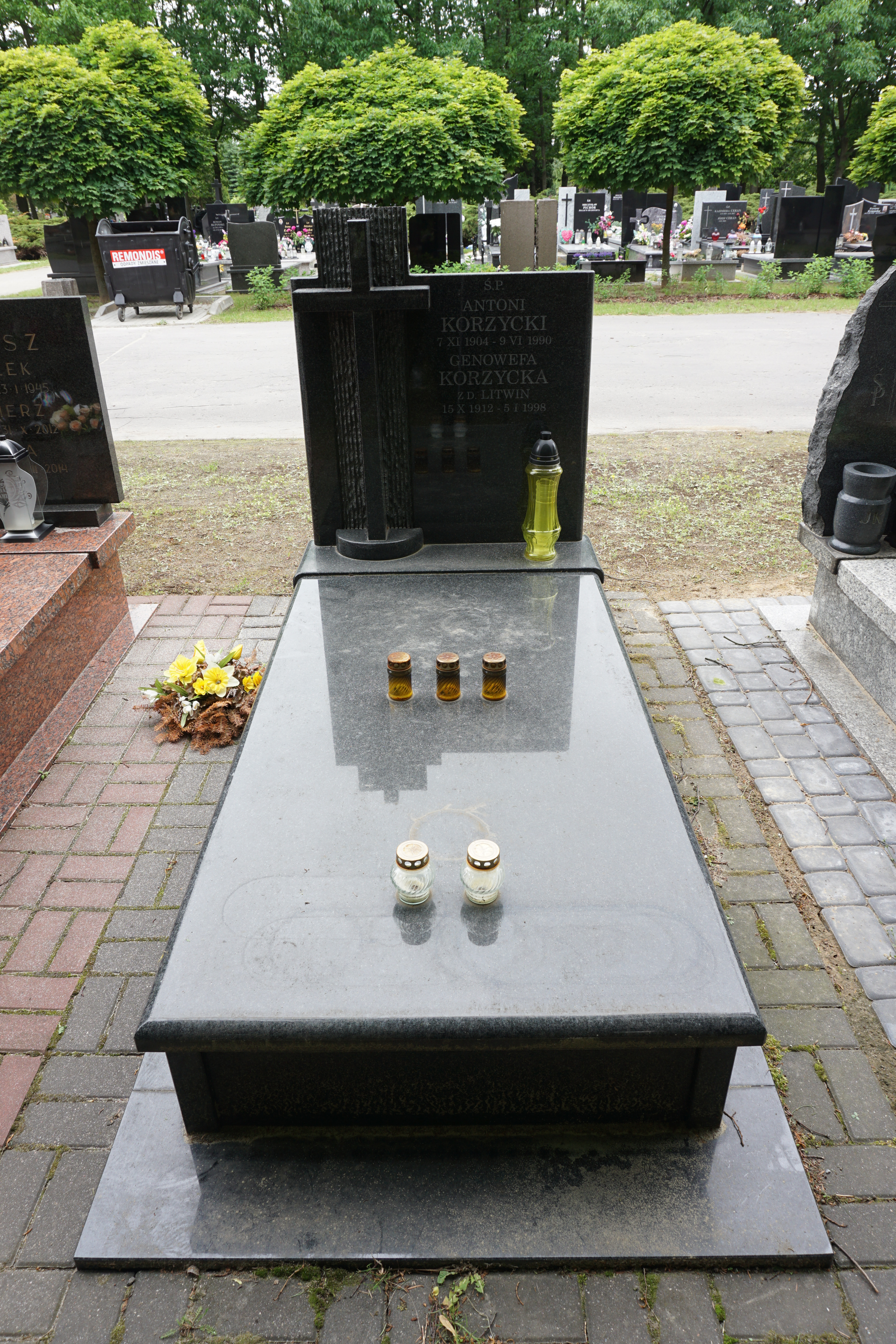
Grób Antoniego Korzyckiego na cmentarzu komunalnym Północnym w Warszawie

Antoni Korzycki, ps. „Antek”, „Antoś”, „Borowy”, „Topolski” (ur. 7 listopada 1904 w Podkonicach Dużych, zm. 9 czerwca 1990) – polski spółdzielca, publicysta i polityk ruchu ludowego. W latach 1947–1952 II wiceprezes Rady Ministrów. Poseł do Krajowej Rady Narodowej, na Sejm Ustawodawczy oraz na Sejm PRL I, II, III, IV, V, VI, VII i VIII kadencji. Członek Centralnej Komisji Porozumiewawczej Stronnictw Demokratycznych w 1946. Budowniczy Polski Ludowej.

## Życiorys
Syn Stanisława i Józefy. Uzyskał wykształcenie wyższe niepełne, ukończył nauczanie w 1932 w Instytucie Oświaty Pracowniczej. W latach 1922–1933 pracował w ubezpieczalniach, następnie udzielał się w spółdzielczości. Był wydawcą pisma „Samopomoc”, publicystą „Wiadomości” we Lwowie, a od 1933 do 1939 pracownikiem Głównego Urzędu Statystycznego i Spółdzielczego Instytutu Naukowego w Warszawie. W czasie okupacji działał w Gwardii Ludowej, Armii Ludowej i Batalionach Chłopskich, należał do Polskiej Partii Robotniczej, udzielał się w spółdzielczości. Współorganizator i uczestnik pierwszego konspiracyjnego posiedzenia Krajowej Rady Narodowej w noc sylwestrową 1943/1944.
Należał do Polskiego Stronnictwa Ludowego „Wyzwolenie” (1918–1924), następnie do 1927 w Niezależnej Partii Chłopskiej, a od 1928 do 1931 w Zjednoczeniu Lewicy Chłopskiej „Samopomoc”. Od 1931 należał do Stronnictwa Ludowego, w latach 1944–1945 był sekretarzem generalnym zarządu głównego Stronnictwa Ludowego „Wola Ludu”, a następnie do 1949 sekretarzem generalnym Naczelnego Komitetu Wykonawczego satelickiego wobec PPR Stronnictwa Ludowego. W ZSL był wiceprezesem Rady Naczelnej Naczelnego Komitetu Wykonawczego (1949–1956) i członkiem NKW, a następnie Naczelnego Komitetu (1949–1954, 1956–1984), od 1957 do 1971 członek prezydium NK. W latach 1954–1956 był członkiem prezydium Ogólnopolskiego Komitetu Frontu Narodowego, później nadal zasiadał do 1983 w Ogólnopolskim Komitecie tej organizacji (już pod nazwą Front Jedności Narodu).
Pełnił mandat poselski do Krajowej Rady Narodowej, na Sejm Ustawodawczy oraz na Sejm PRL I, II, III, IV, V, VI, VII i VIII kadencji. Podczas II, III, IV i V kadencji był przewodniczącym Komisji Spraw Wewnętrznych. W latach 1947–1952 II wiceprezes Rady Ministrów. W listopadzie 1949 został członkiem Ogólnokrajowego Komitetu Obchodu 70-lecia urodzin Józefa Stalina.
W latach 1953–1956 prezes zarządu głównego Związku Samopomocy Chłopskiej, następnie do 1976 przewodniczący rady Centrali Rolniczej Spółdzielni „SCh”, a do 1981 przewodniczący rady Centralnego Związku Spółdzielni Rolniczych „SCh”.
Przewodniczący Głównej Komisji Rewizyjnej Towarzystwa Przyjaźni Polsko-Radzieckiej od 1970 do 1983, członek władz naczelnych Związku Bojowników o Wolność i Demokrację (m.in. członek Prezydium Zarządu Głównego, a od maja 1985 członek Prezydium Rady Naczelnej ZBoWiD).
Był żonaty z Genowefą z domu Litwin (1912–1998). Został pochowany na cmentarzu Komunalnym Północnym na Wólce Węglowej w Warszawie (kwatera E-XVII-1-2-19).

## Ordery i odznaczenia
- Order Budowniczych Polski Ludowej (1969)[7]
- Order Sztandaru Pracy I klasy (1959)[8]
- Krzyż Komandorski z Gwiazdą Orderu Odrodzenia Polski (22 lipca 1949)[9]
- Order Krzyża Grunwaldu II klasy (1969)
- Medal 30-lecia Polski Ludowej
- Medal 40-lecia Polski Ludowej (1984)[10]
- Medal za Warszawę 1939–1945 (17 stycznia 1946)[11]
- Złoty Medal „Za zasługi dla obronności kraju”
- Srebrny Medal „Za zasługi dla obronności kraju”
- Brązowy Medal „Za zasługi dla obronności kraju”
- Medal Komisji Edukacji Narodowej
- Odznaka „Zasłużony Działacz Kultury” (1967)[12]
- Odznaka 1000-lecia Państwa Polskiego
- Medal „Za zasługi dla ruchu ludowego” (1984)[13]
- Odznaka pamiątkowa 1. Warszawskiej Dywizji Piechoty Lenino-Berlin 1943–1945[14]
- Odznaka „Zasłużony Działacz Ruchu Spółdzielczego” (1959)[15]
- Tytuł „Zasłużony Działacz Towarzystwa Przyjaźni Polsko-Radzieckiej” (1984)[16]
- Złota odznaka honorowa „Za Zasługi dla Warszawy” (1983)[17]
- Pamiątkowy Medal z okazji 40. rocznicy powstania Krajowej Rady Narodowej (1983)[18]
- Krzyż Wielki Orderu Lwa Białego (Czechosłowacja, 1947)[19]
- Order 9 września 1944 I stopnia (Bułgaria, 1948)[20]
- Krzyż Wielki z Liściem Laurowym i Gwiazdą Republikańskiego Orderu Zasługi (Węgry, 1948)[21]
- Order „Znak Honoru” (ZSRR, 1984)[22]
- Medal jubileuszowy „Trzydziestolecia zwycięstwa w Wielkiej Wojnie Ojczyźnianej 1941–1945” (ZSRR, 1975)[23]
- Medal jubileuszowy „Czterdziestolecia zwycięstwa w Wielkiej Wojnie Ojczyźnianej 1941–1945” (ZSRR, 1985)[24]